# 안락의자 탐정
안락의자 탐정(armchair detective)은 범죄 현장을 직접 살펴보거나 증인과 면담을 하는 등의 행동적 수사를 전혀 또는 거의 하지 않는 가공의 탐정유형을 말한다. 대신 안락의자 탐정은 신문 따위에 올라온 범죄 기사를 읽거나 다른 사람에게 전해들은 말을 통해서만 사건의 진상을 추리한다. 안락의자 탐정은 실제 수사 과정에 전혀 참여하지 않기 때문에, 작품 바깥에서 지켜보기만 하는 독자는 안락의자 탐정과 똑같은 처지로서 공감하기 쉬운 캐릭터라고 할 수 있다.
"안락의자 탐정"이라는 용어는 1893년 셜록 홈즈가 자기 형 마이크로프트 홈즈를 더러 안락의자에 앉아서 모든 걸 다 알아내는 자기보다 뛰어난 사람이라고 말하는 부분으로 추측된다.
최초의 안락의자 탐정은 최초의 소설 속 탐정이기도 한 에드거 앨런 포의 오귀스트 뒤팽이다. 《마리 로제의 미스터리》(1842년)에서 뒤팽은 신문 기사만 뒤적거리면서 한 젊은 여성이 수수께끼처럼 사라진 사건의 진상을 추적한다.오르치 남작부인의 구석의 노인은 노상 식당 구석자리에 앉아서 여기자에게 세간의 화제가 되는 사건의 진상은 사실 이런 것이라고 썰을 푸는데, 어째서인지 늘 노인의 말이 맞는 식으로 이야기가 끝난다.
후대의 작품에서는 제인 마플처럼 완전한 안락의자 탐정도 있지만, 셜록 홈즈나 에르퀼 푸아로처럼 경우에 따라 탐문형 수사를 하기도 하고 안락의자 추리를 하기도 하는 경우가 많다.